# وترشتاین
وترشتاین (آلمانی: Wettersteingebirge) یک سری کوه در بخش آلپ شرقی است که بین گارمیش-پارتنکیرشن، میتنوالد، زیفلد و اروالد (بخشی در ایالت باواریا در آلمان و ایالت تیرول در اتریش) قرار دارد.